# لورنا گیل
لورنا گیل (انگلیسی: Lorena Gale؛ ۹ مهٔ ۱۹۵۸ – ۲۱ ژوئن ۲۰۰۹) یک هنرپیشه و نمایش‌نامه‌نویس اهل ایالات متحده آمریکا بود.

## فیلم‌ها
- یک داستان دیگر از سیندرلا -۲۰۰۸
- چهار شگفت‌انگیز - ۲۰۰۵
- پرونده‌های اکس
- دروازه ستارگان اس‌جی-۱ - ۱۹۹۷
- بالاترین نمره
- فردی انگولک شد